# Маккен
Маккен (нем. Macken) — община в Германии, в земле Рейнланд-Пфальц.
Входит в состав района Майен-Кобленц. Подчиняется управлению Унтермозель. Население составляет 349 человек (на 31 декабря 2010 года). Занимает площадь 8,61 км².